# Mastixiodendron stoddardii
Mastixiodendron stoddardii là một loài thực vật thuộc họ Rubiaceae. Loài này có ở Papua New Guinea và quần đảo Solomon. Chúng hiện đang bị đe dọa vì mất môi trường sống.